# Diaea seminola
Diaea seminola är en spindelart som beskrevs av Willis J. Gertsch 1939. Diaea seminola ingår i släktet Diaea och familjen krabbspindlar. Inga underarter finns listade i Catalogue of Life.